# Asirra
Asirra  (від англ. animal Species Image Recognition for Restricting Access) — науково-дослідницький проект Microsoft, аналог CAPTCHA, використовується для того, щоб визначити, хто використовує систему — людина чи комп'ютер.  У Asirra  від користувача потрібно вибрати фото кішок . Людина може без проблем це зробити, для програми це можливо лише з високими обчислювальними витратами. Asirra вже можна використовувати, існують відповідні розширення для систем, таких як vBulletin, або MediaWiki. 

## Опис
Для захисту вебпрограм, таких як дискусійні форуми, відвідувачам показано вибір зображень собак та котів, використовуючи Asirra. Відвідувач повинен позначити фотографії котів. Звичайна CAPTCHA часто нечитабельна і в деяких випадках впізнається комп'ютером. Asirra базується на базі даних з більш ніж 3 мільйонами зображень і тому може бути вирішена лише комп'ютером з дуже високими обчислювальними навантаженнями. Рішення розроблене відділом досліджень Microsoft базується на JavaScript та вебсервісі від Microsoft, який бере на себе оцінку відповідей.